# 阿弥陀寺 (西尾市一色町佐久島)
阿弥陀寺（あみだじ）は、愛知県西尾市一色町佐久島東屋敷3にある浄土宗西山深草派の寺院。山号は覚林山。佐久島弘法巡りの第一番札所である。無住の寺である（佐久島で坊主がいるのは崇運寺のみ）。

## 境内
- 本堂
- 観音堂
- 十王堂
- 鐘楼

## 文化財

### 県指定有形文化財
- 木造如意輪観音菩薩像（彫刻）
  - 像高30センチ。桃山時代の慶長5年（1600年）に製作された[2]。右手を頬に当て（思惟相）、左手は地に置いている[2]。右膝を立てて、両足裏を合わせて座る（輪王坐）[2]。胎内に「慶長五年庚子十一月十八日」とあって製作年がわかることが貴重である[2]。1964年（昭和39年）3月23日に愛知県有形文化財に指定された。

## 現地情報
所在地
- 444-0416 愛知県西尾市一色町佐久島東屋敷3

アクセス
- 西尾市営渡船佐久島東港から徒歩